# ماژول تنظیم ولتاژ

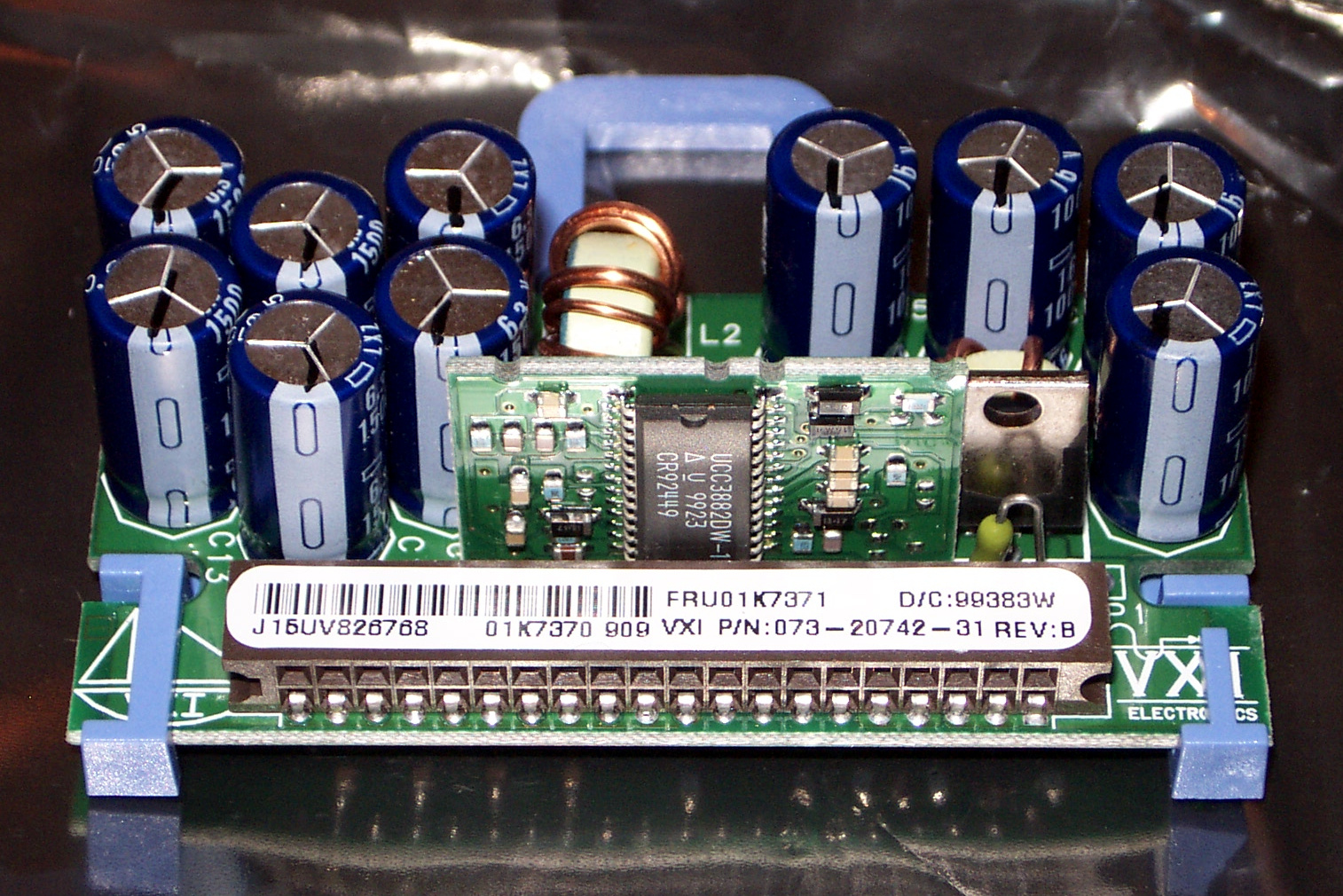
یک ماژول تنظیم ولتاژ

ماژول تنظیم ولتاژ یک مبدل باک است که ولتاژ مناسب برای ریزپردازنده را تنظیم می‌کند.

## نگاه کلی
اکثر CPUهای جدید با ولتاژهای کمتر از ۱٫۵ ولت کار می‌کنند، چراکه طراحی پردازنده تمایل به استفاده از هسته ولتاژ پردازنده کوچکتر دارد.